# آرون هيرش
آرون هيرش (بالألمانية: Aron Hirsch)‏ هو رائد أعمال ألماني، ولد في 6 فبراير 1858 في هلبرشتات في ألمانيا، وتوفي في 22 فبراير 1942 في فيسبادن في ألمانيا.